# Vajira Mala Orde
De Orde van Vajira Mala (Thai: "เครื่องราชอิสริยาภรณ์ ตราวชิรมาลา") werd op 28 mei 1911 ingesteld door de Thaise koning Rama VI. Deze ridderorde kreeg een enkele graad, die van Ridder. De ridders mogen naar Brits voorbeeld de letters ".ม.ล." achter hun naam plaatsen.
De orde wordt niet genoemd op de lijst van Koninklijke Thaise ridderorden zoals die door het voor ceremonieel en het verlenen van dergelijke onderscheidingen verantwoordelijke secretariaat van het kabinet van Thailand.
De Vajira Mala orde wordt wel getoond op de website van het Thaise Ministerie van Financiën.

## Versierselen
Het kleinood is een medaillon met een blauw figuurtje op een gouden aura. Daaromheen is het silhouet van een roze lotusbloemen afgebeeld. De gesp waarmee het kleinood verbonden is met het lint is druk bewerkt.
Het lint is in twee gelijke banen diep donkergroen, bijna zwart, en geel. De ridders mogen een baton in deze kleuren op hun uniform dragen.